# Bad Kreuznach
Bad Kreuznach é uma cidade localizada no estado da Renânia-Palatinado, Alemanha. Localiza-se nas margens do rio Nahe. É a capital do distrito de Bad Kreuznach. A cidade é uma estância termal.